# Mistrovství Evropy ve volejbale mužů 1951
3. mistrovství Evropy ve volejbale mužů proběhlo v dnech 15. – 21. září v Paříži ve Francii.
Turnaje se zúčastnilo 10 družstev, rozdělených do jedné čtyřčlenné a dvou tříčlenných skupin. První dva celky postoupily do finálové skupiny, týmy na třetím a čtvrtém místě hrály o 7. – 10. místo. Mistrem Evropy se stalo družstvo Sovětského svazu.

## Výsledky a tabulka

### Skupina A
| Datum    | Zápas           | Výsledek | Sety | Sety  | Sety  | Sety | Sety |
| Datum    | Zápas           | Výsledek | 1    | 2     | 3     | 4    | 5    |
| -------- | --------------- | -------- | ---- | ----- | ----- | ---- | ---- |
| 15. září | Belgie - Itálie | 3:0      | 15:6 | 15:12 | 15:13 |      |      |
| 16. září | SSSR - Itálie   | 3:0      | 15:4 | 15:7  | 15:2  |      |      |
| 17. září | SSSR - Belgie   | 3:0      | 15:2 | 15:1  | 15:1  |      |      |

| Poř | Země   | Body | Zápasy | Výhry | Prohry | Sety |
| --- | ------ | ---- | ------ | ----- | ------ | ---- |
| 1.  | SSSR   | 4    | 2      | 2     | 0      | 6:0  |
| 2.  | Belgie | 3    | 2      | 1     | 1      | 3:3  |
| 3.  | Itálie | 2    | 2      | 0     | 2      | 0:6  |

### Skupina B
| Datum    | Zápas                    | Výsledek | Sety  | Sety  | Sety  | Sety  | Sety |
| Datum    | Zápas                    | Výsledek | 1     | 2     | 3     | 4     | 5    |
| -------- | ------------------------ | -------- | ----- | ----- | ----- | ----- | ---- |
| 15. září | Jugoslávie - Portugalsko | 3:0      | 15:12 | 15:7  | 16:14 |       |      |
| 16. září | Jugoslávie - Bulharsko   | 1:3      | 10:15 | 8:15  | 16:14 | 13:15 |      |
| 16. září | Portugalsko - Nizozemsko | 3:1      | 11:15 | 15:12 | 16:14 | 15:6  |      |
| 17. září | Jugoslávie - Nizozemsko  | 3:0      | 15:3  | 15:8  | 15:12 |       |      |
| 17. září | Bulharsko - Portugalsko  | 3:0      | 15:5  | 15:10 | 15:1  |       |      |
| 18. září | Bulharsko - Nizozemsko   | 3:0      | 15:1  | 15:3  | 15:2  |       |      |

| Poř | Země        | Body | Zápasy | Výhry | Prohry | Sety |
| --- | ----------- | ---- | ------ | ----- | ------ | ---- |
| 1.  | Bulharsko   | 6    | 3      | 3     | 0      | 9:1  |
| 2.  | Jugoslávie  | 5    | 3      | 2     | 1      | 7:3  |
| 3.  | Portugalsko | 4    | 3      | 1     | 2      | 3:7  |
| 4.  | Nizozemsko  | 3    | 3      | 0     | 3      | 1:9  |

### Skupina C
| Datum    | Zápas              | Výsledek | Sety  | Sety | Sety  | Sety  | Sety |
| Datum    | Zápas              | Výsledek | 1     | 2    | 3     | 4     | 5    |
| -------- | ------------------ | -------- | ----- | ---- | ----- | ----- | ---- |
| 15. září | Francie - Izrael   | 3:0      | 15:10 | 15:7 | 15:6  |       |      |
| 16. září | Rumunsko - Francie | 3:1      | 13:15 | 15:9 | 16:14 | 15:12 |      |
| 17. září | Rumunsko - Izrael  | 3:0      | 15:3  | 15:5 | 15:6  |       |      |

| Poř | Země     | Body | Zápasy | Výhry | Prohry | Sety |
| --- | -------- | ---- | ------ | ----- | ------ | ---- |
| 1.  | Rumunsko | 4    | 2      | 2     | 0      | 6:1  |
| 2.  | Francie  | 3    | 2      | 1     | 1      | 4:3  |
| 3.  | Izrael   | 2    | 2      | 0     | 2      | 0:6  |

### Finále
| Datum    | Zápas                  | Výsledek | Sety  | Sety  | Sety  | Sety  | Sety  |
| Datum    | Zápas                  | Výsledek | 1     | 2     | 3     | 4     | 5     |
| -------- | ---------------------- | -------- | ----- | ----- | ----- | ----- | ----- |
| 18. září | Jugoslávie - SSSR      | 0:3      | 12:15 | 2:15  | 11:15 |       |       |
| 18. září | Francie - Bulharsko    | 3:2      | 15:12 | 15:9  | 5:15  | 10:15 | 15:12 |
| 18. září | Rumunsko - Belgie      | 3:0      | 15:8  | 15:3  | 15:5  |       |       |
| 19. září | Jugoslávie - Rumunsko  | 3:2      | 11:15 | 15:9  | 5:15  | 15:10 | 17:15 |
| 19. září | SSSR - Francie         | 3:0      | 15:2  | 15:6  | 15:7  |       |       |
| 19. září | Bulharsko - Belgie     | 3:0      | 15:2  | 15:8  | 15:7  |       |       |
| 20. září | Jugoslávie - Bulharsko | 0:3      | 5:15  | 6:15  | 8:15  |       |       |
| 20. září | SSSR - Rumunsko        | 3:0      | 15:9  | 15:9  | 15:7  |       |       |
| 20. září | Francie - Belgie       | 3:0      | 15:8  | 15:10 | 15:5  |       |       |
| 21. září | Jugoslávie - Francie   | 2:3      | 15:7  | 6:15  | 12:15 | 15:12 | 10:15 |
| 21. září | SSSR - Belgie          | 3:0      | 15:4  | 15:4  | 15:3  |       |       |
| 21. září | Bulharsko - Rumunsko   | 3:2      | 15:1  | 15:8  | 8:15  | 13:15 | 15:7  |
| 22. září | Jugoslávie - Belgie    | 3:0      | 16:14 | 15:11 | 15:6  |       |       |
| 22. září | SSSR - Bulharsko       | 3:0      | 15:8  | 15:3  | 15:4  |       |       |
| 22. září | Rumunsko - Francie     | 3:0      | 17:15 | 15:11 | 17:15 |       |       |

| Poř | Země       | Body | Zápasy | Výhry | Prohry | Sety |
| --- | ---------- | ---- | ------ | ----- | ------ | ---- |
| 1.  | SSSR       | 10   | 5      | 5     | 0      | 15:0 |
| 2.  | Bulharsko  | 8    | 5      | 3     | 2      | 11:8 |
| 3.  | Francie    | 8    | 5      | 3     | 2      | 9:10 |
| 4.  | Rumunsko   | 7    | 5      | 2     | 3      | 10:9 |
| 5.  | Jugoslávie | 7    | 5      | 2     | 3      | 8:11 |
| 6.  | Belgie     | 5    | 5      | 0     | 5      | 0:15 |

### O 7. – 10. místo
| Datum    | Zápas                    | Výsledek | Sety  | Sety  | Sety  | Sety  | Sety  |
| Datum    | Zápas                    | Výsledek | 1     | 2     | 3     | 4     | 5     |
| -------- | ------------------------ | -------- | ----- | ----- | ----- | ----- | ----- |
| 19. září | Portugalsko - Itálie     | 3:2      | 9:15  | 15:12 | 7:15  | 15:13 | 15:11 |
| 19. září | Nizozemsko - Izrael      | 3:2      | 13:15 | 18:16 | 15:8  | 6:15  | 15:5  |
| 20. září | Itálie - Izrael          | 3:0      | 15:9  | 15:6  | 18:16 |       |       |
| 20. září | Portugalsko - Nizozemsko | 3:0      | 15:9  | 15:7  | 15:11 |       |       |
| 21. září | Itálie - Nizozemsko      | 3:0      | 15:10 | 15:13 | 15:13 |       |       |
| 22. září | Portugalsko - Izrael     | 3:0      | 15:9  | 15:6  | 15:13 |       |       |

| Poř | Země        | Body | Zápasy | Výhry | Prohry | Sety |
| --- | ----------- | ---- | ------ | ----- | ------ | ---- |
| 7.  | Portugalsko | 6    | 3      | 3     | 0      | 9:2  |
| 8.  | Itálie      | 5    | 3      | 2     | 1      | 8:3  |
| 9.  | Nizozemsko  | 4    | 3      | 1     | 2      | 3:8  |
| 10. | Izrael      | 3    | 3      | 0     | 3      | 2:9  |

## Soupisky
1.  SSSR
| - Givi Achvlediani - Vladimir Andrejev - Vladimir Gajlit - Alexej Jakušev | - Valentin Kitajev - Sergej Nefjodov - Michail Pimenov - Konstantin Reva | - Vladimir Savvin - Vladimir Ščagin - Vladimir Uljanov - Porfirij Voronin |

2.  Bulharsko
| - Kosta Badsakov - Boto Danajlov - Denjo Denev - Boris Gjuderov | - Stojan Kardsiev - Ivan Konarev - Petar Lasanov - Peju Parlev | - Gentscho Petkov - Panajot Pndalov - Konstantin Sopov - Dragomir Stojanov |

3.  Francie
| - Igor Boulatsel - Rene Brockly - Igor Chichkine - Alphonse Claparede | - Michel Constantin - Rene Demotte - Francois Dujardin - Henri Pasqualini | - Robert Poujol - Jacques Fabre - Rene van Branteghem - Jacques Willemin |

## Konečné pořadí
| 3.               | Mistrovství Evropy 1951 | Z | V | P | Skóre | B  |
| ---------------- | ----------------------- | - | - | - | ----- | -- |
| Zlatá medaile    | Sovětský svaz           | 7 | 7 | 0 | 21:0  | 14 |
| Stříbrná medaile | Bulharsko               | 8 | 6 | 2 | 20:9  | 14 |
| Bronzová medaile | Francie                 | 7 | 4 | 3 | 13:14 | 11 |
| 4.               | Rumunsko                | 7 | 4 | 3 | 16:10 | 11 |
| 5.               | Jugoslávie              | 8 | 4 | 4 | 15:14 | 12 |
| 6.               | Belgie                  | 7 | 1 | 6 | 4:18  | 8  |
| 7.               | Portugalsko             | 6 | 4 | 2 | 12:9  | 10 |
| 8.               | Itálie                  | 5 | 2 | 3 | 8:9   | 7  |
| 9.               | Nizozemsko              | 6 | 1 | 5 | 4:17  | 7  |
| 10.              | Izrael                  | 5 | 0 | 5 | 2:15  | 5  |